# Azərbaycan Kuboku 2011-2012
La Azərbaycan Kuboku 2011-2012 è stata la 20ª edizione della coppa nazionale azera, disputata tra il 26 ottobre 2011 (con lo svolgimento del turno preliminare) e il 17 maggio 2012 e conclusa con la vittoria del FK Baku, al suo terzo titolo.

## Turno preliminare
10 squadre delle divisioni inferiori si sono affrontate in gara unica, il 26 ottobre 2011.
| Squadra 1          | Risultato | Squadra 2 |
| ------------------ | --------- | --------- |
| Şahdağ Qusar       | 4 – 1     | Muğan     |
| Tərəqqi            | 0 – 1     | Neftçala  |
| Şuşa               | 2 – 3     | Qaradağ   |
| Bakılı Bakı        | 2 – 1 dts | Karvan    |
| Lokomotiv-Biləcəri | 0 – 2     | Sumqayıt  |

## Ottavi di finale
Le partite si sono giocate il 30 novembre 2011.
| Squadra 1      | Risultato         | Squadra 2    |
| -------------- | ----------------- | ------------ |
| Qəbələ         | 3 – 0             | Neftçala     |
| Qarabağ        | 3 – 0             | Sumqayıt     |
| Xəzər-Lənkəran | 3 – 0             | Qaradağ      |
| Kəpəz          | 2 – 0             | Bakılı Bakı  |
| FK Baku        | 0 – 0 (3 – 2 dtr) | Rəvan Baku   |
| Simurq         | 0 – 1             | Neftçi Baku  |
| AZAL           | 2 – 0             | Şahdağ Qusar |
| İnter Baku     | 2 – 01            | Turan Tovuz  |

Note
- Partita sospesa dopo che il Turan ha rifiutato di riprendere il gioco a seguito di un goal contestato[1].

## Quarti di finale
Le partite di andata si sono giocate il 14 marzo, quelle di ritorno il 28 marzo 2012.
| Squadra 1  | Totale      | Squadra 2      | Andata | Ritorno |
| ---------- | ----------- | -------------- | ------ | ------- |
| FK Baku    | 5 – 2       | AZAL           | 3 – 1  | 2 – 1   |
| Qəbələ     | 2 – 2 (gfc) | Qarabağ        | 2 – 2  | 0 – 0   |
| İnter Baku | 4 – 3       | Xəzər-Lənkəran | 3 – 2  | 1 – 1   |
| Kəpəz      | 2 – 3       | Neftçi Baku    | 1 – 2  | 1 – 1   |

## Semifinali
Le partite di andata si sono giocate il 18 aprile, quelle di ritorno il 25 aprile 2012.
| Squadra 1  | Totale            | Squadra 2   | Andata | Ritorno |
| ---------- | ----------------- | ----------- | ------ | ------- |
| FK Baku    | 1 – 1 (5 – 4 dtr) | Qarabağ     | 0 – 1  | 1 – 0   |
| İnter Baku | 0 – 1             | Neftçi Baku | 0 – 0  | 0 – 1   |

## Finale
| Baku 17 maggio 2012, ore 20:00 UTC+5                  | FK Baku   | 2 – 0 | Neftçi Baku | Dalğa Arena |
| \| \| \| \| \| Koke 8’ Juninho 27’ \| Marcatori \| \| |           |       |             |             |
|                                                       |           |       |             |             |
| Koke 8’ Juninho 27’                                   | Marcatori |       |             |             |